# 第一奄美海丘
第一奄美海丘（だいいちあまみかいきゅう）とは、奄美大島の北西約70kmに位置する海底火山である。

## 概要
流紋岩質溶岩からなる比高400-600mの海底火山。横当島から南西に約40kmの場所に位置しており、南東には奄美カルデラ群が隣接している。頂部は直径約1.5kmのカルデラの中に、2つの中央火口丘と、その間に2つの火口状の凹地で構成されている。最浅部は中央火口丘西峰の-245m。火口状の凹地からは比較的大規模な噴気（熱水）活動が長期間確認されており、噴出源の深さ350mから海面近くまでガスプルームが追跡されている。このことから、活火山であると推定されている。また、噴出源付近からはシンカイヒバリガイ類や海綿動物などが回収されており、熱水生物群のコロニーが形成されていると推定されている。

## 引用・脚注
1. ↑  横瀬ほか (2010). “トカラ列島における中期更新世の酸性海底火山活動”. 地学雑誌 119 (1):  46-68 2017年4月7日閲覧。.
2. ↑  “日本から提案した海底地形名称が国際的に登録されました” (PDF).  海上保安庁 (2012年10月29日). 2017年4月9日閲覧。
3. ↑  “海上保安庁が AUV による海洋調査を開始　～奄美大島北西沖の海底火山で熱水・ガスの湧出を発見～” (PDF).   海上保安庁 (2013年10月8日). 2017年4月7日閲覧。
4. ↑  “海底火山活動を迅速に見つけて化学的に観測する”.  東京大学大気海洋研究所 (2016年9月27日). 2017年4月7日閲覧。
5. ↑  “海底火山研究の新展開：トカラ列島周辺の浅海域で、大規模なガスプルームを伴う海底火山活動を洋上から音響測深・海洋化学観測によって確認”.   東京大学大気海洋研究所 (2014年10月1日). 2017年4月7日閲覧。